# 明日之明日
《明日之明日》是2022年香港電影《明日戰記》主題曲，由ANSONBEAN、陳泳伽主唱，於2022年8月11日通過 One Cool Music 發行的音樂作品。

## 製作
《明日之明日》由陳光榮作曲及監製，陳光榮、Kay Chan編曲，Oscar作詞。歌曲時長4分5秒，以升A小調創作，每分鐘111拍。

## 發行及宣傳
2022年8月10日中午12時於香港商業電台節目《叱咤樂壇》首播及翌日凌晨12時各大音樂平台上架。8月16日，One Cool Film 在官方YouTube頻道正式推出Music Video。
除此之外，ANSONBEAN、WINKA亦有出席電影明日戰記宣傳活動(明日戰記 X APM 宣傳活動 、 明日戰記 電影閉幕活動暨戶外觀映體驗、第41屆香港電影金像獎頒獎典禮)並現場演繹《明日之明日》。

## 獎項提名
2023年2月9日，第41屆香港電影金像獎記者會中，嘉賓第36屆香港電影金像獎最佳新演員得主胡子彤公布最佳原創電影歌曲提名名單，《明日之明日》為被提名的五首作品之一。

## 派台成績

### 叱咤903專業推介 走勢
| 周次     | 第35周  | 第36周 |
| 放榜日期 | 8月27日 | 9月3日 |
| 榜上位置 | 9       | 2      |
| -------- | ------- | ------ |

### 新城知訊台勁爆本地榜 走勢
| 周次     | 第37周  | 第38周  |
| 放榜日期 | 9月10日 | 9月17日 |
| 榜上位置 | 14      | 3       |
| -------- | ------- | ------- |

## 串流平台榜單表現

### 日榜
| 地區 | 音樂串流平台 | 榜單         | 最高排名 |
| ---- | ------------ | ------------ | -------- |
| 臺灣 | KKBOX        | 粵語新歌日榜 | 7        |
| 香港 | KKBOX        | 本地新歌日榜 | 11       |
| 香港 | KKBOX        | 綜合新歌日榜 | 15       |

### 週榜
| 地區   | 音樂串流平台 | 榜單         | 最高排名 |
| ------ | ------------ | ------------ | -------- |
| 臺灣   | KKBOX        | 粵語新歌週榜 | 12       |
| 新加坡 | KKBOX        | 粵語新歌週榜 | 24       |
| 香港   | KKBOX        | 本地新歌週榜 | 13       |